# Goffredo Petrassi
Goffredo Petrassi (Zagarolo, 16 luglio 1904 – Roma, 3 marzo 2003) è stato un compositore e didatta italiano.

## Biografia
Dalla natìa Zagarolo si trasferì in giovane età a Roma; qui divenne fanciullo cantore nella Schola di San Salvatore in Lauro. Tra i suoi compagni, vi fu Ennio Francia (poi Monsignor Francia), amico di una vita. All'età di 15 anni divenne commesso nel negozio di articoli musicali Grandi, poi rilevato dalla FIP - Fabbrica Italiana Pianoforti, e fu questo che gli fece nascere la grande passione per la musica. Si iscrisse così al conservatorio di Santa Cecilia a Roma, ove si diplomò in organo e composizione all'inizio degli anni trenta sotto la guida di Fernando Germani e Alessandro Bustini.
Nel 1934 Alfredo Casella diresse la sua Partita al Festival della Società Internazionale di Musica Contemporanea di Amsterdam: fu l'inizio della carriera internazionale di compositore di Petrassi. Nel 1937 ottiene la carica di Sovrintendente del Teatro La Fenice di Venezia, che lascerà dopo tre anni. Nel 1939 ottiene la Cattedra di Composizione al conservatorio di Santa Cecilia a Roma; nel 1946, con Filiberto Sbardella e Raoul Ricciardi, fonda la rivista periodica Movimento Nuovo. Nel 1960 Petrassi lasciò la cattedra per assumere l'incarico di insegnamento nei corsi di perfezionamento in composizione all'Accademia nazionale di Santa Cecilia, che terrà fino al 1978 (fu Petrassi stesso a scegliere il suo successore in quell'incarico, che sarà Franco Donatoni).
Nel corso della sua lunga parabola didattica Petrassi ebbe innumerevoli allievi, tra cui Aldo Clementi, Franco Oppo, Mauro Bortolotti, Wolfango Dalla Vecchia, Robert W. Mann, Kenneth Leighton, Peter Maxwell Davies, Cornelius Cardew, Ennio Morricone, Marcello Panni, Boris Porena, Fausto Razzi, Ivan Vandor, Jesus Villa Rojo, Marcello Giombini, Domenico Guaccero e Daniele Paris.
Durante la sua vita ottenne numerosi riconoscimenti internazionali: fu nominato socio della Akademie der Künste di Berlino, della Académie Royale de Belgique, dell'American Academy and Institute of Arts and Letters di New York, dell'American Academy of Arts and Sciences di Boston, della Bayerische Akademie di Monaco di Baviera e dell'Academia Nacional de Bellas Artes di Buenos Aires. Gli furono inoltre conferite le lauree Honoris Causa dall'Università degli Studi di Bologna e dall'Università degli studi di Roma "La Sapienza", nonché il Premio Prince Pierre de Monaco a Montecarlo ed il Premio Internazionale "Antonio Feltrinelli" dell'Accademia Nazionale dei Lincei.
Il 21 maggio 1976 il Rettore dell'Università di Bologna Tito Carnacini conferì a Goffredo Petrassi e Luigi Dallapiccola la Laurea Honoris Causa in Discipline delle Arti, Musica e Spettacolo.
Fu anche grande intenditore di arti visive, e collezionista di opere d'arte del Novecento.
Goffredo Petrassi morì il 3 marzo 2003 nella sua casa romana, all'età di 98 anni.

## Vita privata
Sposò la pittrice veneziana Rosetta Acerbi.

## La musica
Le opere giovanili di Petrassi nascono sotto il segno di un neoclassicismo che rimanda ad autori come Igor' Fëdorovič Stravinskij, Béla Bartók e Paul Hindemith, senza dimenticare autori a lui vicini come Gian Francesco Malipiero e Alfredo Casella; dalla metà degli anni trenta inizia la fase del cosiddetto barocco romano con opere quali il Salmo lX, Magnificat e Quattro inni sacri dove sono chiaramente riscontrabili le riflessioni dell'autore sull'arte controriformista romana, in particolare quella di Palestrina.
La produzione successiva, a partire dal Coro di morti su testo di Giacomo Leopardi, pur presentando ancora influenze provenienti dall’antica tradizione musicale italiana (in particolare dallo stile drammatico di Claudio Monteverdi), si distacca sempre di più da questa estetica neoclassica, quasi ad evitare di venire ingabbiato in una qualsivoglia corrente e subirne le inevitabili limitazioni della portata compositiva; Petrassi si incammina su una strada essenzialmente libera ed autonoma, che lo porterà a notevoli risultati in una sorta di astrattismo sonoro atonale, dove la stessa dodecafonia (a cui l'autore non aderirà mai nel senso programmatico) viene considerata come uno dei tanti possibili mezzi espressivi utili ad esplicare il proprio universo sonoro.
Questo cammino è ben esplicato dalla serie degli otto Concerti per orchestra, composti nell'arco di un quarantennio, dal 1934 al 1972, in cui dalle iniziali influenze caselliane e stravinskiane (il musicologo Massimo Mila trovò addirittura dei parallelismi con l'architettura "squadrata" di Marcello Piacentini) si giunge ad un linguaggio sperimentale molto più avanzato.
La sua curiosità intellettuale lo spinse più volte verso il teatro musicale: compose le opere Il Cordovano (su testo di Cervantes tradotto da Eugenio Montale) e Morte dell'aria, breve atto unico su libretto dell'amico pittore Toti Scialoja, e i balletti La follia d'Orlando e Ritratto di Don Chisciotte, nati grazie alla collaborazione con il coreografo Aurel Millos, il quale in seguito creò delle coreografie su altre musiche petrassiane, originariamente destinate all'esecuzione concertistica (Estri e Ottavo concerto per orchestra).
Va infine ricordato che Petrassi si dedicò pure alla musica da film, nonostante avesse egli stesso espresso molte riserve su quel genere: infatti ha sempre ammesso di essersi dedicato ad essa per motivi prettamente economici.

## Composizioni

### Musica per strumenti soli
- Partita per pianoforte (1926)
- Ecloga per pianoforte (1926)
- Toccata per pianoforte (1933)
- Piccola invenzione per pianoforte (1941)
- Divertimento scarlattiano per pianoforte (1942)
- Invenzioni per pianoforte (1944)
- Petite pièce per pianoforte (1950)
- Suoni notturni per chitarra (1959)
- Elogio per un'ombra per violino (1971)
- Nunc per chitarra (1971)
- Violasola per viola (1978)
- Flou per arpa (1980)

### Musica da camera
- Sonata in tre brevi movimenti continui per violoncello e pianoforte (1927)
- Sinfonia, siciliana e fuga per quartetto d'archi (1929)
- Siciliana e marcetta per pianoforte a quattro mani (1930)
- Sarabanda per flauto e pianoforte (1930)
- Introduzione e allegro per violino e pianoforte (1933)
- Preludio, aria e finale per violoncello e pianoforte (1933)
- Invenzione per due flauti (1944)
- Fanfara per tre trombe (1944)
- Sonata da camera per clavicembalo e 10 strumenti (1948)
- Dialogo angelico per due flauti (1948)
- Cinque duetti per due violoncelli (1952)
- Quartetto per archi (1958 al Teatro La Fenice di Venezia con Mario Rossi (direttore d'orchestra))
- Serenata per cinque strumenti (1958)
- Trio per violino, viola e violoncello (1959)
- Seconda serenata - Trio per arpa, chitarra e mandolino (1962)
- Musica di ottoni per ottoni e timpani (1963)
- Tre per sette per tre esecutori (1964)
- Estri per 15 esecutori (1967)
- Ottetto di ottoni per 4 trombe e 4 tromboni (1968)
- Souffle per flauto in do, flauto in sol e ottavino (1969)
- Ala per flauto, ottavino e clavicembalo (1972)
- Odi per quartetto d'archi (1973-1975)
- Fanfare per tre trombe in do (1976)
- Alias per chitarra e clavicembalo (1977)
- Grand Septuor avec clarinette concertante per sette esecutori (1977-1978)
- Romanzetta per flauto e pianoforte (1980)
- Sestina d'autunno "Veni creator Igor" per sei esecutori (1981-1982)
- Laudes creaturarum per voce recitante e 6 esecutori (1982)
- Inno per 12 ottoni (1984)

### Musica vocale
- Salvezza per voce e pianoforte (1926)
- La morte del cardellino per voce e pianoforte, testo di Guido Gozzano (1927)
- Per organo di Barberia per voce e pianoforte, testo di Sergio Corazzini (1927)
- Canti della campagna romana per voce e pianoforte (1927)
- Colori del tempo per voce e pianoforte, testo di Vincenzo Cardarelli (1931)
- Vocalizzo per addormentare una bambina per voce e pianoforte (1934)
- Benedizione dalla Genesi, per voce e pianoforte (1934)
- O sonni sonni ninna nanna popolare, per voce e pianoforte (1934)
- Lasciatemi morire (Lamento d'Arianna) per voce e pianoforte (1936 al Teatro La Fenice di Venezia)
- Due liriche di Saffo per voce e pianoforte nella traduzione di Salvatore Quasimodo (1941)
- Quattro inni sacri per tenore, baritono e organo (o orchestra) (1942, revisione 1950)
- Tre liriche per baritono e pianoforte, testi di Leopardi, Foscolo e Montale (1944)
- Miracolo per baritono e pianoforte (1944)
- Gloria in excelsis Deo per soprano, flauto e organo (1952)
- Propos d'Alain per baritono e 12 esecutori, testo di Alain (1960)
- Beatitudines testimonianza per Martin Luther King per baritono o basso e cinque strumenti (1968)

### Musica corale (anche con strumenti o orchestra)
- Tre cori per coro e orchestra (1932)
- Salmo IX per coro e orchestra (1934)
- Magnificat per soprano leggero, coro misto e orchestra (1939)
- Coro di morti per coro e strumenti, testo di Giacomo Leopardi (1941 al Teatro La Fenice di Venezia)
- Noche oscura cantata per coro misto e orchestra, testo di San Juan de la Cruz (1950)
- Nonsense per coro misto a cappella, testo di Edward Lear (1952)
- Sesto nonsense per coro misto a cappella, testo di Edward Lear (1964)
- Mottetti per la Passione per coro misto a cappella (1965)
- Orationes Christi per coro misto, ottoni, viole e violoncelli (1975)
- Tre cori sacri per coro a cappella (1980-1983)
- Kyrie per coro e archi (1986)

### Musica orchestrale
La serie dei Concerti per orchestra comprende:
- Primo concerto per orchestra (1933)
- Secondo concerto per orchestra (1951)
- Terzo concerto per orchestra (1952-1953)
- Quarto concerto per orchestra (1954)
- Quinto concerto per orchestra (1955)
- Sesto concerto per archi, ottoni e percussione (1956-1957)
- Settimo concerto per orchestra (1965) al Teatro Comunale di Bologna diretto da Piero Bellugi
- Ottavo concerto per orchestra (1970-1972)

Altre composizioni per orchestra (anche con solisti):
- Preludio e fuga per orchestra d'archi (1929)
- Divertimento in Do maggiore per orchestra (1930)
- Ouverture da concerto per orchestra (1931)
- Passacaglia per orchestra (1931)
- Partita per orchestra (1932)
- Concerto per pianoforte e orchestra (1939) nel Teatro Augusteo di Roma con Walter Gieseking
- Saluto augurale per orchestra (1958)
- Concerto per flauto e orchestra (1960)
- Prologo e cinque invenzioni per orchestra (1961-1962)
- Poema per orchestra d'archi e quattro trombe (1977-1980)
- Frammento per orchestra (1983)

### Opere e balletti
- La follia di Orlando, balletto in tre quadri con recitativo di baritono, riduzione per pianoforte di Mario Carta, testo di Ludovico Ariosto (1942-1943)[4]
- Ritratto di Don Chisciotte, balletto in un atto (1945)
- Il cordovano, opera in un atto da Miguel de Cervantes, traduzione di Eugenio Montale (1944-1949) Teatro alla Scala di Milano - "prima" con Fernando Corena, Jolanda Gardino, Mario Carlin ed Enrico Campi, diretta da Nino Sanzogno
- Morte dell'aria, opera in un atto, testo di Toti Scialoja (1949-1950)

### Colonne sonore
- Riso amaro, regia di Giuseppe De Santis (1949)
- Una lezione di geometria, regia di Virgilio Sabel (1949)
- Non c'è pace tra gli ulivi, regia di Giuseppe De Santis (1950)
- Le avventure di Cartouche, regia di Gianni Vernuccio (1953)
- Un marito per Anna Zaccheo, regia di Giuseppe De Santis (1953)
- La pattuglia sperduta, regia di Piero Nelli (1954)
- Cronaca familiare, regia di Valerio Zurlini (1962)
- La porta di San Pietro di Giacomo Manzù, regia di Glauco Pellegrini (1964)